# Maksar
Maksar (persiska: مکسر, Maqşer, Makşar) är en ort i Iran.   Den ligger i provinsen Khuzestan, i den västra delen av landet, 600 km sydväst om huvudstaden Teheran. Maksar ligger 12 meter över havet och antalet invånare är 326.
Terrängen runt Maksar är mycket platt.Runt Maksar är det ganska tätbefolkat, med 144 invånare per kvadratkilometer. Närmaste större samhälle är Abū Nāgeh, 17,5 km öster om Maksar. Omgivningarna runt Maksar är i huvudsak ett öppet busklandskap.